# 29 Ophiuchi
29 Ophiuchi är en orange jätte i stjärnbilden Ormbäraren.
29 Ophiuchi har visuell magnitud +6,29 och är svagt synlig för blotta ögat vid god seeing. Den befinner sig på ett avstånd av ungefär 580 ljusår.